# Kamienica Pod Złotym Dzbanem we Wrocławiu
Kamienica Pod Złotym Dzbanem (niem. Haus Zum goldenen Krug) – średniowieczna kamienica w południowej pierzei rynku we Wrocławiu (na stronie tak zwanego Złotego Pucharu), o numerze 22 (według współczesnej numeracji; dawniej 31), naprzeciw wejścia do Piwnicy Świdnickiej i obok kamienicy Pod Zieloną Dynią (Rynek 23).

## Historia kamienicy i jej architektura

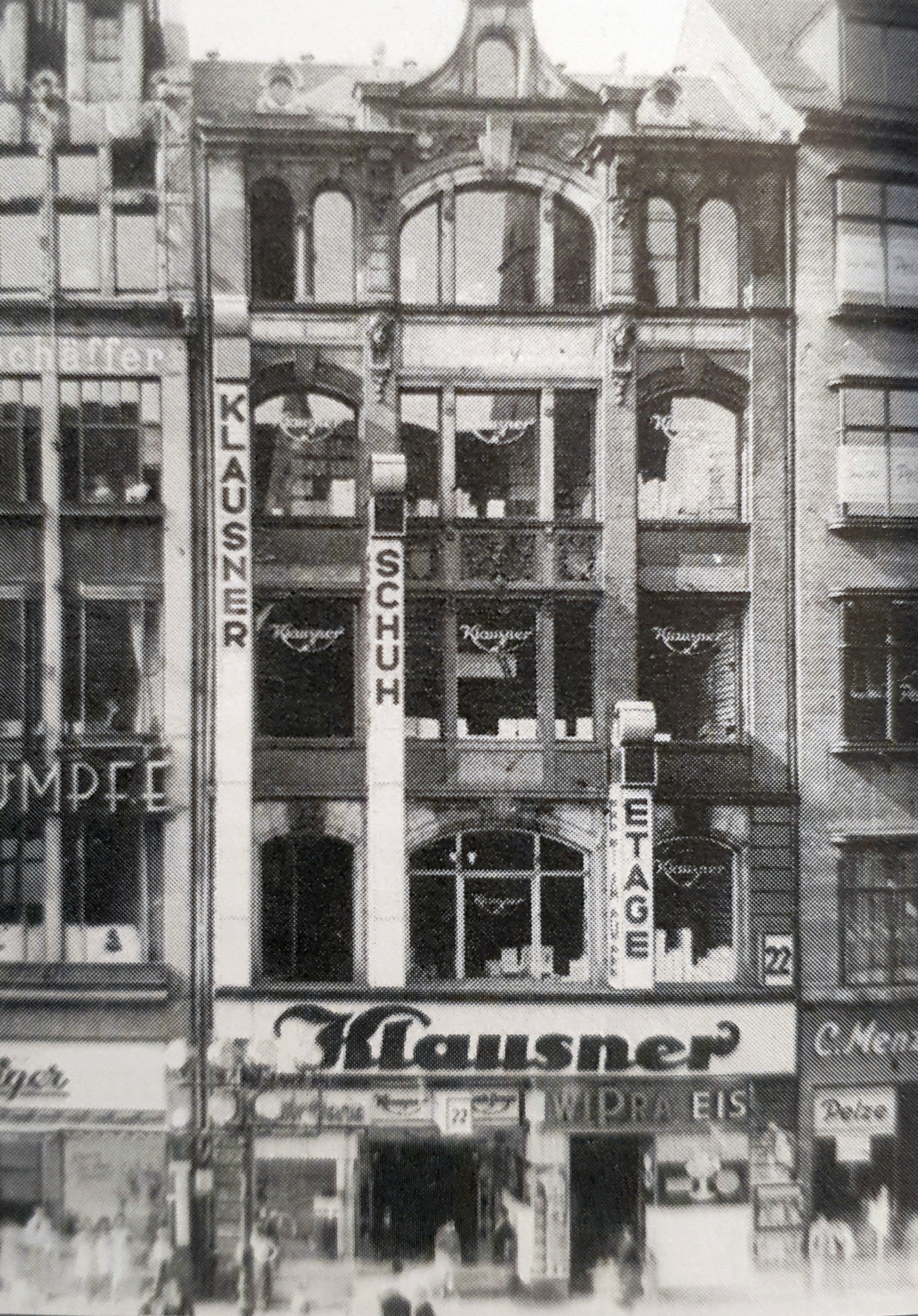
Kamienicy Pod Złotym Dzbanem jako "Warenhaus Klausner", lata 20 XX wieku

W XIII wieku na posesji nr 22 i 23 o szerokości 20 lub 22 łokci (wg rejestru 20,5 łokci) znajdował się jeden budynek z wejściem w ścianie bocznej i z przestrzenią (miedziuch) między nim a kamienicą nr 21. Wolną przestrzeń, pełniąca prawdopodobnie funkcję przejazdu zagospodarowano między 2. połową XIV wieku a 2 tercją XV wieku, wznosząc nowszą kamienicę połączoną ze starszą częścią XIII wiecznego domu. Zabudowania zatylne zostały dołączone do budynku głównego przed 1384 rokiem.
W 1519 roku w oficynie kamienicy znajdującej się przy ulicy Junkierskiej, mieścił się w średniowieczu browar, w którym warzono piwo „Biały Baran”. Z browaru od 1519 prowadził do kamienicy frontowej a następnie do przedsionka Piwnicy Świdnickiej podziemny tunel, wykorzystywany do transportu beczek z piwem. Tunel ten zachował się do dziś i służy za pomieszczenia magazynowe. W 1902 roku kamienica została przebudowana według projektu architekta A. Beiera na dom handlowy Klausnera. 

### Właściciele i postacie związane z kamienicą
W latach 1420–1436 właścicielem posesji był kupiec i rajca Nicolaus Konrad, który w latach 1425–1427 posiadał również kamienicę nr 38 przy wschodniej pierzei Rynku. W 1439 Konrad popadł w kłopoty finansowe a jego dobra zostały utracone na rzecz zaciągniętych długów. Prawa własnościowe do kamienicy nabyły dwie rodziny: dzieci Baltazara Ungeratena, Hieronim, Anton i Matthias oraz Joachim i Hester Smed (Smith). Joachim, w latach 1446–1450, był własnościowym udziałowcem kamienicy 29. W 1443 kamienica została nabyta przez grupę spadkobierców Petera Janusch (czwórka dzieci) i wdowy po nim Agnes. Dwa lata później, samodzielnym właścicielem kamienicy został Alexius Mühlheim, zamożny kupiec utrzymujący kontakty handlowe z południowymi Niemcami. Po jego śmierci, w 1449, prawa do majątku nabyła jego żona oraz dzieci Hans, Hedwig i Katharina. W 1461 kamienicę nabył kupiec Philipp Dax (Dachs) kupiec, który na przełomie 1459 i 1460 był posłem w delegacji kupców wrocławskich do Pragi. Po jego śmierci, w 1468, kamienica należała do jego żony Margareth (do 1491) oraz ich potomstwa, Sebastiana i Anny. W 1494 Sebastian sprzedał swoje udziały siostrze, która wraz z mężem Hansem Rindfleisem mieszkała uprzednio w kamienicy nr 4 przy wrocławskim Rynku.

## Po 1945
Kamienica została w dużym stopniu zniszczona w 1945; odbudowano ją w latach 50. XX wieku, nawiązując do fazy z około 1800, według projektu Zbigniewa Malinowskiego i Marcina Bukowskiego. Budynek ma cztery kondygnacje, a czteroosiowa elewacja nakryta została dachem z czterema facjatami. Boniowana elewacja parteru została oblicowana piaskowcem. Okna na drugiej kondygnacji zostały wykończone trójkątnymi nadokiennikami wspartymi na konsolach.